# Zélia Trindade

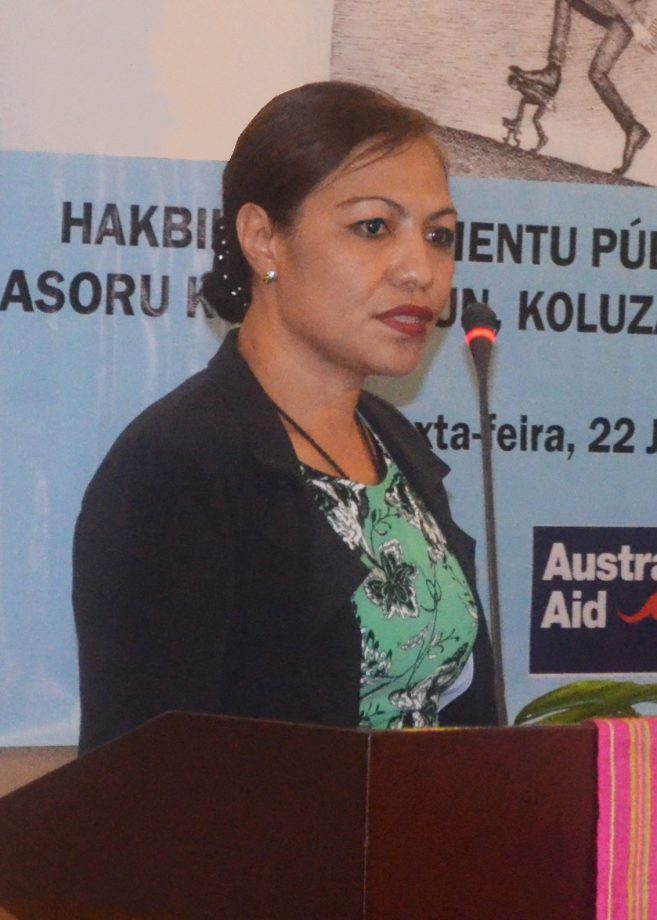
Zélia Trindade

Zélia Trindade  (* 22. Dezember 1969 in Viqueque, Portugiesisch-Timor) ist eine Juristin aus Osttimor. Von 2012 bis 2018 war sie stellvertretende Generalstaatsanwältin.

## Werdegang
1998 schloss Trindade ihr Jurastudium an der Jember University im indonesischen Surabaya ab.
Während der Übergangsverwaltung der Vereinten Nationen für Osttimor (UNTAET) begann sie ihre Arbeit im Justizsektor. Am 20. Juli 2000 wurde sie zur Staatsanwältin vereidigt. 2004 war sie Inspektorin der Nationalpolizei Osttimors (PNTL) und 2005 auch Beraterin der Nichtregierungsorganisationen Paz e Democracia und Género e Igualdade. Weiterhin ist Trindade Beraterin von ALFeLa (tetum Asisténsia Legál ba Feto no Labarik; deutsch Rechtsberatung für Frauen und Kinder).
Von 2004 bis 2007 absolvierte Trindade den Kurs für Richter und Verteidiger. Ab Juli 2007 war sie bei der Distriktsstaatsanwaltschaft von Dili und ab 2010 bei der Distriktsstaatsanwaltschaft von Suai. Am 15. August 2012 wurde Trindade zur stellvertretenden Generalstaatsanwältin ernannt und ihre Amtszeit am 27. September 2015 verlängert. Am 4. Dezember 2018 wurde Alfonso Lopez als ihr Nachfolger vereidigt.
Am 10. Januar 2019 wurde Trindade zur Inspektorin der Staatsanwaltschaft ernannt.